# Euphorbia inaequispina
Euphorbia inaequispina är en törelväxtart som beskrevs av Nicholas Edward Brown. Euphorbia inaequispina ingår i släktet törlar, och familjen törelväxter. Inga underarter finns listade i Catalogue of Life.